# Торрес, Рикардо
Рика́рдо Анто́нио То́ррес Тафу́р (исп. Ricardo Antonio Torres Tafur) более известный как Рикардо Торрес (исп. Ricardo Torres, родился 16 февраля 1980 в Маганге, Боливар, Колумбия) — колумбийский боксёр-профессионал, выступающий в первой полусредней (Welterweight) весовой категории. Является действующим чемпионом мира по версии ВБО (WBO).
Наилучшая позиция в мировом рейтинге: 18-й.

## Результаты боёв
| Бой | Дата | Соперник | Судьи | Место боя | Раундов | Результат | Дополнительно |
| --- | ---- | -------- | ----- | --------- | ------- | --------- | ------------- |
|     |      |          |       |           |         |           |               |
| Бой | Дата | Соперник | Судьи | Место боя | Раундов | Результат | Дополнительно |